# BC科技集團
品牌中國集團有限公司，品牌中國集團，以及品牌中國（英語：Branding China Group Limited，港交所：0863），於2003年由方彬（主席）創立名為「三眾華納傳媒有限公司」。
現時業務在國內經營提供包括广告传播、公关传播、数字营销及活动营销在内的一站式整合营销传播服务，招股價為1.46至2.14港元之間，發行新股為5000萬股，而集資額為約1.07億港元，股份則在2012年4月27日於港交所創業板上市，代碼當時為8219.HK。
2015年9月8日，轉往主板上市。
總部位於中国上海绍兴路54号。
2019年7月12日，BC科技集團宣布，行政總裁Ken Lo升任為董事會副主席，並留任執行董事。集團已任命技術總監Hugh Madden為行政總裁及刁家駿為執行董事。以上的任命昨日 11日起生效。

## 連結
- brandingchinagroup.com（页面存档备份，存于）